# Parti britannique de la liberté
Le Parti britannique de la liberté (en anglais : British Freedom Party) était un petit parti politique d'extrême droite britannique. Il fut fondé en octobre 2010 par Kevin Carroll. Le parti était d'idéologie nationaliste, islamophobe et souverainiste. Il est dissous en 2013.